# Max Westerman
Max Westerman (Arnhem, 3 januari 1958) is een Nederlandse journalist die als correspondent voor het RTL Nieuws vanuit New York verslag deed van de gebeurtenissen in de Verenigde Staten.

## Leven en loopbaan
Westerman is het jongste kind van Joop Westerman en Maria Reneman. Hij is vernoemd naar zijn oom, de kunstenaar/tandarts Max Reneman.
Tijdens een vakantie was Westerman postjongen bij de Verenigde Naties, maar de geplande twee weken liepen uit op één jaar. Later studeerde hij in New York politicologie en journalistiek aan de Columbia-universiteit. Hij kreeg eerst een baan bij het Amerikaanse tijdschrift Newsweek, onder meer als correspondent in het Duitse Bonn. In de jaren daarna schreef Westerman artikelen in onder meer The New York Times, The Wall Street Journal en het Nederlandse Elsevier.
In 1989 begon Westerman bij RTL Nieuws, eerst als verslaggever in Europa en vanaf 1991 als correspondent in de Verenigde Staten. Tijdens zijn correspondentschap deed hij onder meer verslag van Clintons presidentschap, de gewonnen verkiezingen van Bush in 2000 en 2004, de aanslagen op 11 september 2001 en de ramp in New Orleans die werd veroorzaakt door Orkaan Katrina. Per 1 augustus 2006 is hij gestopt als correspondent voor RTL Nieuws en werd hij opgevolgd door Erik Mouthaan.
Westerman heeft vanaf 2004 een aantal eigen programma's gemaakt, Max and the City en Max in alle Staten, waarin hij dieper in kon gaan op verschillende aspecten van de Amerikaanse samenleving. In 2002 bracht hij zijn eerste boek Max & the City uit, een verzameling korte verhalen over zijn (journalistieke) leven in New York.
In 2008 maakte hij de televisieserie Westerman's Nieuwe Wereld, waarin hij Nederland met de Verenigde Staten vergelijkt. Aan de hand van verscheidene thema’s ging Westerman op herontdekkingsreis door Nederland en zet hij zijn ervaringen af tegen zijn tijd in Amerika. De serie werd uitgezonden door de KRO.
In 2006 heeft Westerman zich in Brazilië gevestigd. Hij woont in Rio de Janeiro, in de wijk Ipanema. Hij is correspondent voor onder andere EenVandaag.
In de aanloop naar de Troonswisseling in Nederland in 2013 pleitte Westerman als republikein voor het afschaffen van de Nederlandse monarchie. Eind 2013 analyseerde hij hoe het beroep op traditie voor de monarchie, zwarte piet en (consumenten)vuurwerk wordt gehanteerd als "een eenvoudig excuus om alles bij het oude te laten, ook al is het uit de tijd, onjuist, onrechtvaardig of krenkend (...). Het is goed om tradities in twijfel te trekken in plaats van ze slaafs te volgen."
In 2017 maakte hij een televisieserie in drie delen, over zijn passie voor yoga en meditatie. In Max Zoekt Rust (NTR)  komen verschillende facetten van yoga beoefening aan bod. De serie volgt de zoektocht van Max, die hem op verschillende locaties brengt, zoals een meditatiecentrum, een gevangenis, een school en Rishikesh in India. In de documentaire komt ook zijn moeder Maria Reneman voor, die zelf ook aan yoga doet.